# قهرمانی مینیرو
قهرمانی مینیرو یک لیگ ایالتی فوتبال در برزیل در ایالت مینا ژرایس است که توسط فدراسیون فوتبال ایالت مینا ژرایس (FMF) برگزار می‌شود.
مانند بسیاری دیگر از لیگ‌های ایالتی فوتبال برزیل، قهرمانی مینیرو نیز بسیار قدیمی‌تر از خود لیگ برزیل است. این تا حدی به این دلیل است که در اوایل قرن بیستم، برزیل زیرساخت حمل و نقل و ارتباطی خوبی نداشت و وسعت زیاد این کشور نیز مزید بر علت بود.
بسیاری از بهترین بازیکنان فوتبال برزیل برای اولین بار در قهرمانی مینیرو دیده شدند. رینالدو، سرزو، ادر، رونالدو، داریو و توستائو فوتبال حرفه‌ای خود را از این رقابت‌ها آغاز کردند.

## عناوین بر اساس تیم
| رتبه | باشگاه         | قهرمان | نایب قهرمان |
| ---- | -------------- | ------ | ----------- |
| ۱    | اتلتیکو مینیرو | ۵۰     | ۳۸          |
| ۲    | کروزیرو        | ۳۸     | ۲۷          |
| ۳    | آمریکا مینیرو  | ۱۶     | ۱۸          |
| ۴    | ویلا نووا      | ۵      | ۶           |
| ۵    | Siderúrgica    | ۲      | ۶           |
| ۶    | Ipatinga       | ۱      | ۳           |
| ۷    | Caldense       | ۱      | ۱           |